# Pretty Boy Floyd
Charles Arthur Floyd, connu sous le pseudonyme de « Pretty Boy », né le 3 février 1904 et mort le 22 octobre 1934, était un braqueur de banque dans les années 1920. Il fut l'un des premiers gangsters de l'époque à devenir une figure romantique : le légendaire chanteur de Folk Woody Guthrie en fit même une chanson, The Ballad of Pretty Boy Floyd, en 1939. Son visage à la fois juvénile et soigné, ainsi que son refus de blesser les badauds innocents (contrairement par exemple à son partenaire Baby Face Nelson), ont largement contribué à en faire une icône indélébile.
Dans la foulée de son premier larcin, où il vola 3,50 $ en pennies à l'âge de 18 ans, Floyd passa plusieurs années en prison, et fut impliqué dans de nombreux vols à main armée dans les banques. Il fut suspecté de nombreux meurtres bien que l'on ignore encore le nombre exact, ainsi qu'une participation au célèbre massacre de Kansas City le 17 juin 1933. 

## Biographie

### Décès
Le 22 octobre 1934, il fut abattu par le FBI dans un verger de pommiers, par Melvin Purvis, agent spécial au FBI (qui captura aussi John Dillinger), en essayant de s'échapper à pied après que sa voiture fut endommagée.